# Drăganu
Drăganu is een Roemeense gemeente in het district Argeș.
Drăganu telt 1843 inwoners.